# 断髪嶺駅
断髪嶺駅（タンバルリョンえき、단발령역）は、現在の朝鮮民主主義人民共和国江原道金剛郡に存在した金剛山電気鉄道の駅（廃駅）である。太平洋戦争に伴う不要不急線の指定により、1944年に廃止された。

## 歴史
- 1930年5月15日：開業[1]。
- 1944年10月1日：廃止。